# Lófajták

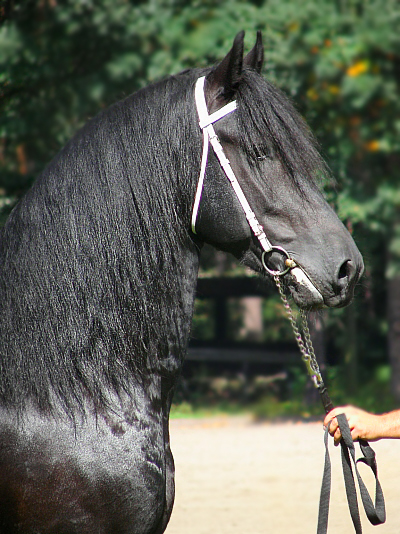
Fríz ló portréja

Lófajtáknak az egymással rokon kapcsolatban álló lovak csoportjait nevezzük. Az évezredek során a lovaknak sok egymással rokon fajtája alakult ki. A ló változatos hasznosításának következményeként többféle típus alakult ki és ezek a típusok változtak azáltal, hogy a fajták kereszteződtek egymással. A fajták külleme, nagysága, színe, belső tulajdonságai megkülönböztetik őket egymástól, de a faj domesztikálódásától kezdődően egészen a mai napig tartó fejlődésükben megmutatkozik egy általánosítható minta. Három tényezőt különböztetünk meg ebben a fejlődésben, ez a környezet az emberi beavatkozás és a genetikai alap. A domesztikálódás során létrejött fajták jellegzetes tulajdonságaikat átadták utódaiknak, ezzel az örökítőképességgel a fajta fő jellemzőinek továbbvitelét biztosították. A környezet hatást gyakorolt a fajták fejlődésére, minél kevesebb idegen hatás érte és minél zártabb volt egy állomány, a fejlődés során annál egységesebben tudta átadni külső és belső értékmérő tulajdonságait utódainak.

## A fajták csoportosítása
Többféle szempont alapján csoportosíthatjuk a lovakat. A világon létező közel száz lófajta rendszerezésére több lehetőség kínálkozik. Elterjedt az a csoportosítás, amely a lófajtákat melegvérű, hidegvérű, póni- és kislófajták, valamint használati típus szerint osztályozza.

## Melegvérű lovak
A melegvérű lovakat a hidegvérűektől testtömegük, csontozatuk, külső formájuk és vérmérsékletük alapján különböztetjük meg.

### Általános jellemzőik
Finom csontozattal rendelkeznek, kevésbé tömegesek, izomkötegeik nem feltűnőek, a barázdált far nem jellemző. Szárkörméretük fajtától függően 18–22 cm között van. Viszonylag kicsi, de kemény, jól formált patájuk van. Hosszúszőrűek, szőrük vékonyszálú és selymes. Bokaszőrük elhanyagolható, vagy teljesen hiányzik. Mozgásukra az elasztikusság jellemző, szinte minden jármódban hosszú léptűek, térölelő járásúak. A három alapmódon kívül a poroszkálás és a tölt mozgás is jellemző rájuk. Univerzális hasznosításúak. Vérmérsékletük alapján gyors mozgásúak, kitartóak, élénkek. Versenyzésre, kiválóan alkalmasak. A takarmányozást tekintve igényesek, fejlődésük szerint közepes típusúak, de vannak  köztük gyors fejlődésűek is.

## Hidegvérű lovak
Nagy vonalakban a melegvérű lovak ellentétei.

### Általános jellemzőik
Tömegük nagy, erős testfelépítéssel rendelkeznek. Testük súlyosan izmolt, a far és az ágyék barázdált. A szélességi méretek dominánsabbak a magassági méretekkel szemben. Lábuk rövid és vastag, a szárkörméret 25–30 cm körül van. Ez a tulajdonságuk hatalmas vonóerő kifejtéséhez segítik. A magas nyakillesztés következtében a hatalmas nyakizmok ráborulnak a marra és elmosódottá teszik. Vastagszálú, dús, két irányba hajló sörényük van, hullámos üstök, farok és bokaszőrzet a jellemző. Nyugodt vérmérsékletűek, nagy terhek vontatására kiválóan alkalmasak. Gyors súlygyarapodásuk miatt jelentékeny hústermelőnek számítanak, mivel a takarmányt kiválóan hasznosítják. Korai tenyészérettséggel rendelkeznek, könnyen kezelhető lovak, tartási igényei csekélyek.
A hideg és melegvérű lovak keresztezéséből származnak az úgynevezett sodrott lovak, amelyek az egész ország területén elterjedtek.

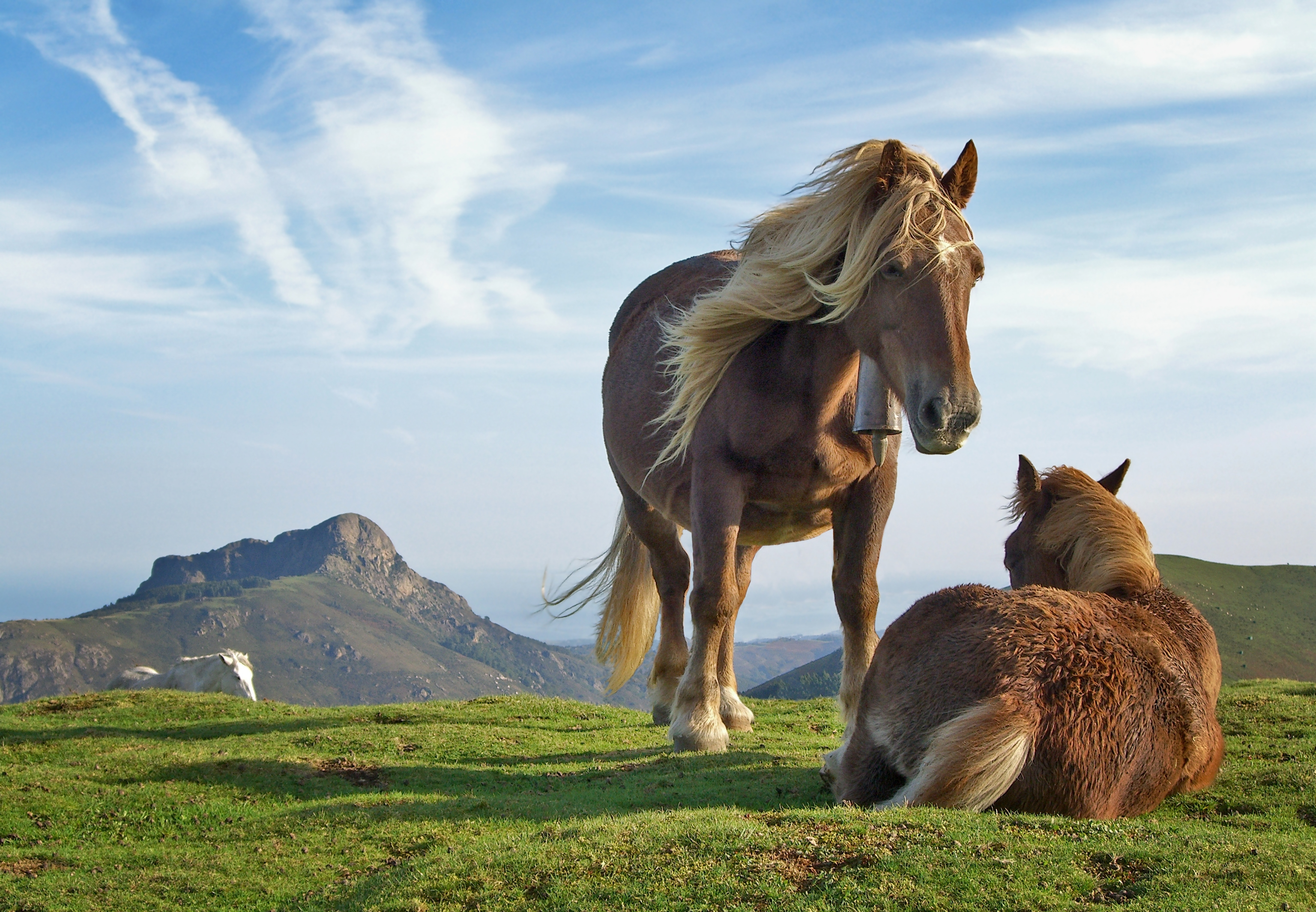
Pottok póni és csikója

## Pónik- és kislófajták
A póni szó gyűjtőfogalom, amely általánosságban a kis termetű lovakat jelöli. A pónikat kitenyésztésük foka, testrészeik egymáshoz viszonyított aránya, környezethez való viszonyuk és használati értékük alapján különböztetjük meg a faj többi egyedeitől.
Méretük szerint olyan lópopulációk, amelyek marmagassága bottal mérve a 148 cm-t sem haladja meg. A nemzetközi pónikongresszus ajánlása alapján a 122 cm marmagasság alatt lévő lovakat a pónikhoz, a 148 cm-nél alacsonyabbakat a kislovakhoz soroljuk.

### Általános jellemzőik
A pónik törzshossza meghaladja a marmagasságot. A lovaknál ez fordítva van. A nagylovakénál mélyebb mellkasuk van, csontozatuk erősebb, mint az testalkatukból következne. Külső megjelenésükre a zömök alkat, dús sörény, üstök és farokszőrzet jellemző. Télen vastagabb bundaszerű, tömött, hosszú, esetenként göndör szőrt növeszthetnek, primitívebb fajoknál téli zsírpárna alakul ki. Jó takarmányértékesítők és hústartók. Méretükhöz képest nagy terhek elmozdítására alkalmasak, régebben a bányászatban alkalmazták őket teherbírásuk miatt csillék vontatására. Mára főként hobbilóként hasznosítják gyermekek lovagoltatásához.